# Gülhüyük, Şereflikoçhisar
Gülhüyük là một xã thuộc huyện Şereflikoçhisar, tỉnh Ankara, Thổ Nhĩ Kỳ. Dân số thời điểm năm 2011 là 450 người.